# سرخ ایرانی
سرخ ایرانی (به انگلیسی: Persian red یا Persian vermilion) سرخ پررنگ همراه با نارنجی است. این رنگ برای نخستین بار  در سال ۱۸۹۵ در زبان انگلیسی سرخ ایرانی نام گرفت. سرخ ایرانی از خاک رس سواحل خلیج فارس که دارای آهن و اکسیدهای آلومینیوم و منیزیم است رنگ گرفته است. این رنگ را ورمیلون مصنوعی (artificial vermillion) نیز می‌نامند.

## سرخ در پرچم ایران

دوره‌ی آقامحمدخان قاجار

سرخ یکی از رنگ های مشترک به کار رفته در پرچم کشورهای مسلمان است و اولین بار توسط خلیفه عثمان ابن عفان در قرن هشتم میلادی به عنوان نماد کشورهای اسلامی به کار برده‌شد.
البته رنگ قرمز پرچم ایران دارای معنای ملی و ایرانی است. دیگر رنگ ایرانی که در پرچم کشور ایران به کار رفته است سبز ایرانی است. در کنار سرخ ایرانی و سبز ایرانی، آبی ایرانی از رنگهای ملی و هویت ایرانی است .

همچنین شیر و خورشید در زمینه‌ای به رنگ سرخ ایرانی نیز پرچم ایران در دوره‌ی زمامداری آقامحمدخان قاجار بوده است.

## سرخ ایرانی در فرهنگ
سرخ ایرانی یکی از رنگ های مشهور در صنعت مد، طراحی و صنایع رنگ‌سازی در غرب است، همچنین در معماری کاربرد فراوان دارد. هنری هابسون ریچاردسون، معمار مشهور امریکایی در مورد نقاشی دیواری کلیسای ترینیتی بوستون، از رنگ سرخ ایرانی برای نقاشی صحنه های اعدام استفاده کرده است. 
تگ‌های#CC3333 و #D13F31 دو تگ دیجیتال رنگ سرخ ایرانی هستند.
از دیگر موارد جهانی شناخته شده برای رنگ سرخ ایرانی می‌توان به فرش سرخ ایرانی که دارای شهرت جهانی است اشاره کرد.